# Surinaamse Libanese Vereniging
De Surinaamse Libanese Vereniging (SLV) is een Surinaamse belangenorganisatie voor Libanese Surinamers. De SLV werd op 6 juli 1996 opgericht.
In 2022 werd de vereniging betrokken bij de ontmoeting met een handelsdelegatie uit Libanon. Hierbij werd SLV-voorzitter Tedy Jbara door minister Rishma Kuldipsingh uitgenodigd voor een ontmoeting met onder meer Ghazi Assakar, de voor Tsjaad honorair consul in de Libanese hoofdstad Beiroet.
In 2014 coördineerde de SLV een speciaal programma voor een hoogstaand afgevaardigde van de congrégation des Missionnaires Libanais Maronites (CML) uit Guadeloupe, pater Nicolas Taza. Het programma bestond uit zijn toespraak in De Mantel over de oosters-katholieke Maronitische Kerk, met de vertoning van een documentaire over de heilige Charbel Makhlouf, een mis in de St. Rosakerk, de bijwoning van de mis van pater Estaban Kross in de Sint-Petrus-en-Pauluskathedraal en een bezoek aan Wilhelmus de Bekker, de voormalig bisschop van Paramaribo.